# Comuna Velîka Vis, Ripkî
Velîka Vis (în ucraineană Велика Вісь) este o comună în raionul Ripkî, regiunea Cernihiv, Ucraina, formată din satele Velîka Vis (reședința) și Zvenîciv.

## Demografie
Componența lingvistică a comunei Velîka Vis
     Ucraineană (97,72%)
     Rusă (1,58%)
     Alte limbi (0,7%)
Conform recensământului din 2001, majoritatea populației comunei Velîka Vis era vorbitoare de ucraineană (97,72%), existând în minoritate și vorbitori de rusă (1,58%).